# Elecciones regionales de San Martín de 2002
Las elecciones regionales de San Martín de 2002 se llevaron a cabo el 17 de noviembre de 2002 para elegir al presidente regional, al vicepresidente regional y al Consejo Regional para el periodo 2003-2007. La elección se celebró simultáneamente con elecciones regionales y municipales (provinciales y distritales) en todo el Perú.

## Sistema electoral
El Gobierno Regional de San Martín es el órgano administrativo y de gobierno del departamento de San Martín. Está compuesto por el presidente regional, el vicepresidente regional y el Consejo Regional.
La votación del presidente, vicepresidente y consejo regional se realiza en base al sufragio universal, que comprende a todos los ciudadanos nacionales mayores de dieciocho años, empadronados y residentes en el departamento de San Martín y en pleno goce de sus derechos políticos.
El Consejo Regional de San Martín está compuesto por 10 consejeros elegidos por sufragio directo para un período de cuatro (4) años, en forma conjunta con la elección del presidente regional. La votación es por lista cerrada y bloqueada. Se asigna a la lista ganadora los escaños según el método d'Hondt o la mitad más uno, lo que más le favorezca.

## Partidos y candidatos
A continuación se muestra una lista de los principales partidos y alianzas electorales que participaron en las elecciones:
| Candidatura | Candidatura | Partidos y alianzas | Candidatos | Candidatos                 | Ideología                                           | Ref. |
| ----------- | ----------- | --- | ---------- | -------------------------- | --------------------------------------------------- | ---- |
|             | APRA        | Lista - Partido Aprista Peruano (APRA) |            | Max Ramírez García         | Aprismo                                             |      |
|             | AP          | Lista - Acción Popular (AP) |            | Henry Cárdenas Bardales    | Humanismo Nacionalismo cívico Reformismo            |      |
|             | PP          | Lista - Perú Posible (PP) |            | Carlos Guillena Díaz       | Socioliberalismo Democracia liberal Tercera vía     |      |
|             | SP          | Lista - Somos Perú (SP) |            | Luis Rocha Díaz            | Democracia cristiana Conservadurismo social         |      |
|             | UN          | Lista - Unidad Nacional (UN) – Partido Popular Cristiano (PPC) – Solidaridad Nacional (SN) – Renovación Nacional (RN) – Cambio Radical (CR) |            | Juan del Águila Bartra     | Democracia cristiana Conservadurismo Neoliberalismo |      |
|             | NA          | Lista - Movimiento Independiente Nueva Amazonía (NA)                                                                                        |            | César Villanueva Arévalo   | Regionalismo sanmartinense                          |      |
|             | IDEAS       | Lista - Movimiento Independiente IDEAS (IDEAS)                                                                                              |            | Francisco Vásquez Saavedra | Regionalismo sanmartinense                          |      |

## Resultados

### Sumario general
|                        |                                              |              |              |              |            |            |
| Partidos y coaliciones | Partidos y coaliciones                       | Voto popular | Voto popular | Voto popular | Consejeros | Consejeros |
| Partidos y coaliciones | Partidos y coaliciones                       | Votos        | %            | ±pp          | Total      | +/−        |
|                        | Partido Aprista Peruano (APRA)               | 53,228       | 22.84        | n/a          | 6          | n/a        |
|                        | Movimiento Independiente Nueva Amazonía (NA) | 48,420       | 20.78        | n/a          | 1          | n/a        |
|                        | Perú Posible (PP)                            | 37,978       | 16.30        | n/a          | 1          | n/a        |
|                        | Unidad Nacional (UN)                         | 35,979       | 15.44        | n/a          | 1          | n/a        |
|                        | Acción Popular (AP)                          | 28,100       | 12.06        | n/a          | 1          | n/a        |
|                        | Movimiento Independiente IDEAS (IDEAS)       | 22,826       | 9.80         | n/a          | 0          | n/a        |
|                        | Somos Perú (SP)                              | 6,489        | 2.78         | n/a          | 0          | n/a        |
|                        |                                              |              |              |              |            |            |
| Total                  | Total                                        | 233,020      |              |              | 10         | n/a        |
|                        |                                              |              |              |              |            |            |
| Votos válidos          | Votos válidos                                | 233,020      | 87.54        | n/a          |            |            |
| Votos en blanco        | Votos en blanco                              | 13,490       | 5.07         | n/a          |            |            |
| Votos nulos            | Votos nulos                                  | 19,674       | 7.39         | n/a          |            |            |
| Votos emitidos         | Votos emitidos                               | 266,184      | 80.96        | n/a          |            |            |
| Abstenciones           | Abstenciones                                 | 62,581       | 19.04        | n/a          |            |            |
| Votantes registrados   | Votantes registrados                         | 328,765      |              |              |            |            |
|                        |                                              |              |              |              |            |            |
| Fuente:                |                                              |              |              |              |            |            |

### Autoridades electas
| Cargo                                 | Autoridad electa | Autoridad electa              | Partido político | Partido político                        |
| ------------------------------------- | ---------------- | ----------------------------- | ---------------- | --------------------------------------- |
| Presidente Regional de San Martín     |                  | Max Ramírez García            |                  | Partido Aprista Peruano                 |
| Vicepresidente Regional de San Martín |                  | Julio Cárdenas Sánchez        |                  | Partido Aprista Peruano                 |
| Consejera Regional de San Martín      |                  | Rosa Vargas Casique           |                  | Partido Aprista Peruano                 |
| Consejero Regional de San Martín      |                  | Silvio Meléndez del Castillo  |                  | Partido Aprista Peruano                 |
| Consejero Regional de San Martín      |                  | Andrés Vidal Gabancho         |                  | Partido Aprista Peruano                 |
| Consejero Regional de San Martín      |                  | Juan Torres Padilla           |                  | Partido Aprista Peruano                 |
| Consejero Regional de San Martín      |                  | Carlos Alván Peña             |                  | Partido Aprista Peruano                 |
| Consejero Regional de San Martín      |                  | Fernando del Castillo Tang    |                  | Partido Aprista Peruano                 |
| Consejero Regional de San Martín      |                  | Jiuner Caballero del Castillo |                  | Movimiento Independiente Nueva Amazonía |
| Consejera Regional de San Martín      |                  | María Tuanama Tuanama         |                  | Perú Posible                            |
| Consejero Regional de San Martín      |                  | Claudio Angulo Vega           |                  | Unidad Nacional                         |
| Consejera Regional de San Martín      |                  | Karina Cachique Sangama       |                  | Acción Popular                          |